# Зелигенщат
Зелигенщат (на немски: Seligenstadt) е град в Централна Германия, окръг Офенбах на провинция Хесен. Разположен е на левия бряг на река Майн, на 22 km югоизточно от Франкфурт. Основан е от Айнхард и се споменава за първи път през 815. Населението му е около 21 000 души (2006).
В Зелигенщат е роден художникът Ханс Мемлинг (1435-1494).